# Castillo episcopal de Koluvere
El Castillo episcopal de Koluvere (en estonio: Koluvere piiskopilinnus) es un castillo en Koluvere, condado de Laane, en el oeste de Estonia.
Un castillo estuvo en esta ubicación estratégica desde el siglo XIII. En 1439, entró en posesión del mismo el obispo de Saare-Lääne (alemán: Ösel-Wiek) y funcionó como una de las residencias principales del obispo Durante la Guerra de Livonia, una batalla entre el ejército sueco y  el ejército ruso, que resultó en una victoria sueca, se desarrolló cerca. El choque, que tuvo lugar en 1573, es conocido como la Batalla de Lode. En 1560, los insurgentes durante un levantamiento campesino también trataron de asaltar el castillo.